# ISO/IEC 15504
ISO/IEC 15504 信息技术-过程评估，也叫做软件过程改进的能力和测定（Software Process Improvement and Capability Determination），簡稱SPICE，是一組有關计算机软件开发过程与相关管理功能的標準。此標準是國際標準化組織（ISO）和国际电工委员会（IEC）的聯合標準之一，一開始是由ISO和IEC的聯合委員會ISO/IEC JTC 1/SC 7提出。
ISO/IEC 15504一開始是由過程生命週期標準ISO/IEC 12207所衍生的，也有參考成熟度模型例如Bootstrap、Trillium以及能力成熟度模型（CMM）。
ISO/IEC 15504已被2015年三月版本的ISO/IEC 33001:2015 資訊科技–流程評估–概念及術語（Information technology – Process assessment – Concepts and terminology）所取代，前者已未列在ISO中。

## 外部連結
- Automotive SPICE（页面存档备份，存于）
- Medi SPICE（页面存档备份，存于）
- TIPA - Tudor IT Process Assessment（页面存档备份，存于）
- Test SPICE
- Enterprise SPICE（页面存档备份，存于）
- S4S - SPICE for SPACE Part 1: Framework（页面存档备份，存于）, Part 2: Assessor instrument（页面存档备份，存于）, ESA bulletin 107（页面存档备份，存于）
- SPiCE in Action - Experiences in Tailoring and Extension（页面存档备份，存于）